# Herzogenbuchsee
Herzogenbuchsee es una comuna suiza del cantón de Berna, situada en el distrito administrativo de Alta Argovia. Limita al norte con las comunas de Heimenhausen y Graben, al este con Thunstetten, al sureste con Thörigen, al sur con Bettenhausen y Aeschi (SO), y al suroeste con Seeberg, Aeschi (SO) y Niederönz.
A partir del 1 de enero de 2008 la comuna incluye el territorio de la antigua comuna de Oberönz. Hasta el 31 de diciembre de 2009 situada en el distrito de Wangen.

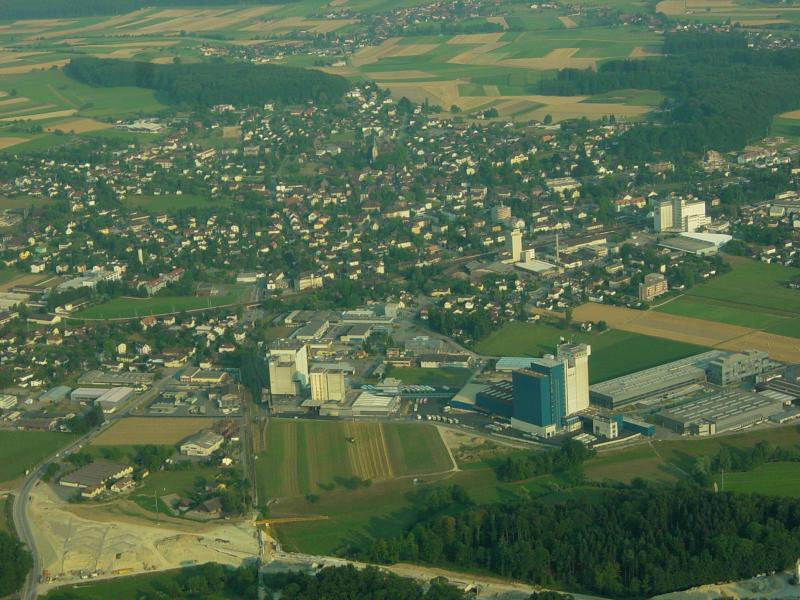
Vista aérea de Herzogenbuchsee.

## Transportes
Ferrocarril
Cuenta con una estación de ferrocarril donde paran trenes de larga distancia y de ámbito regional.